# Griffelkasten
Der Griffelkasten, im Rheinland auch Griffelbüchse, in Sachsen Schieferkasten, in Südtirol Griffelschachtel genannt, diente viele Jahre (bis in die 1970er hinein) als Transportmittel für Stifte, Federhalter und Bleistifte. Die Kinder bewahrten darin ihre Arbeitsmittel für die Schule auf.
Der klassische Griffelkasten war aus Holz. Ein über Scharniere beweglicher Deckel befand sich oberhalb eines, meistens durch Leisten unterteilten oder in Holz gefrästen Faches, in dem sich Stifte etc. befanden. Der Deckel war oft durch bunte Aufklebebilder mit kindgemäßen Motiven verziert.
Varianten der Griffelkästen sind Holzkästen mit drei oder vier Ebenen, die über einen zentralen Punkt drehbar waren. Ebenso gab es Griffelkästen mit einem in Nuten eingeschobenen Holzdeckel.
Später gab es weitere Varianten, die schließlich auch in Kunststoff hergestellt wurden, so auch mit Rechenperlen im Deckelinnern.

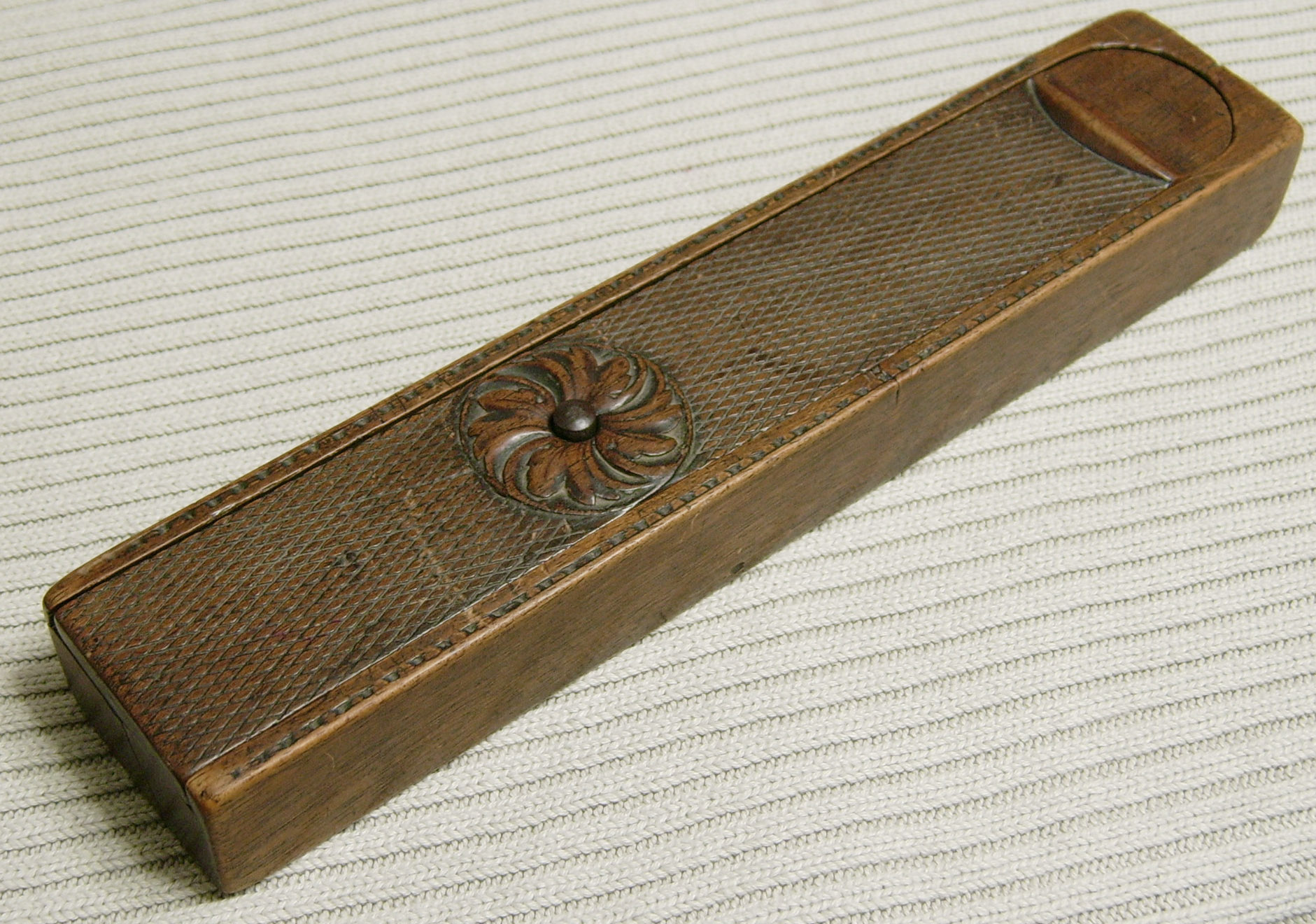
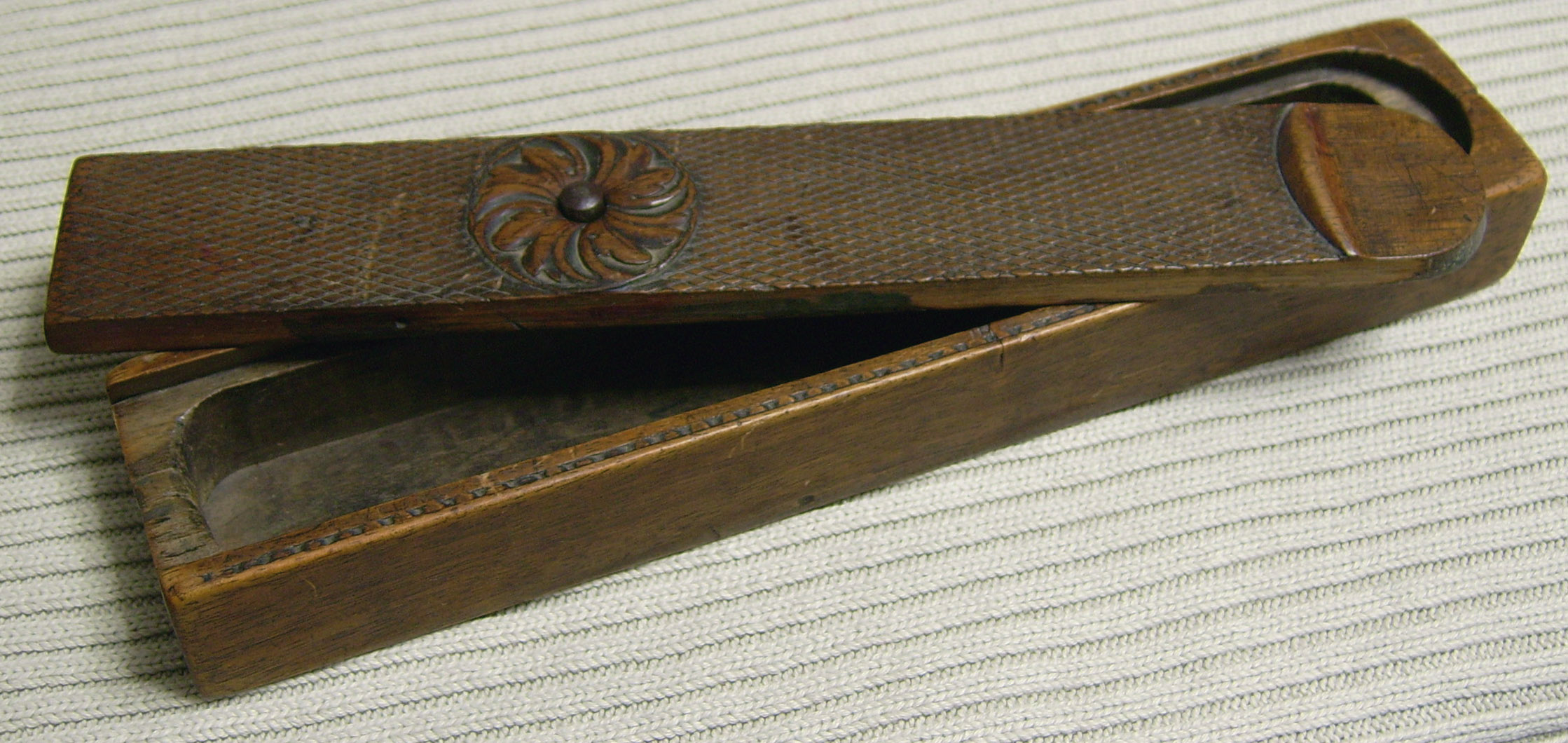
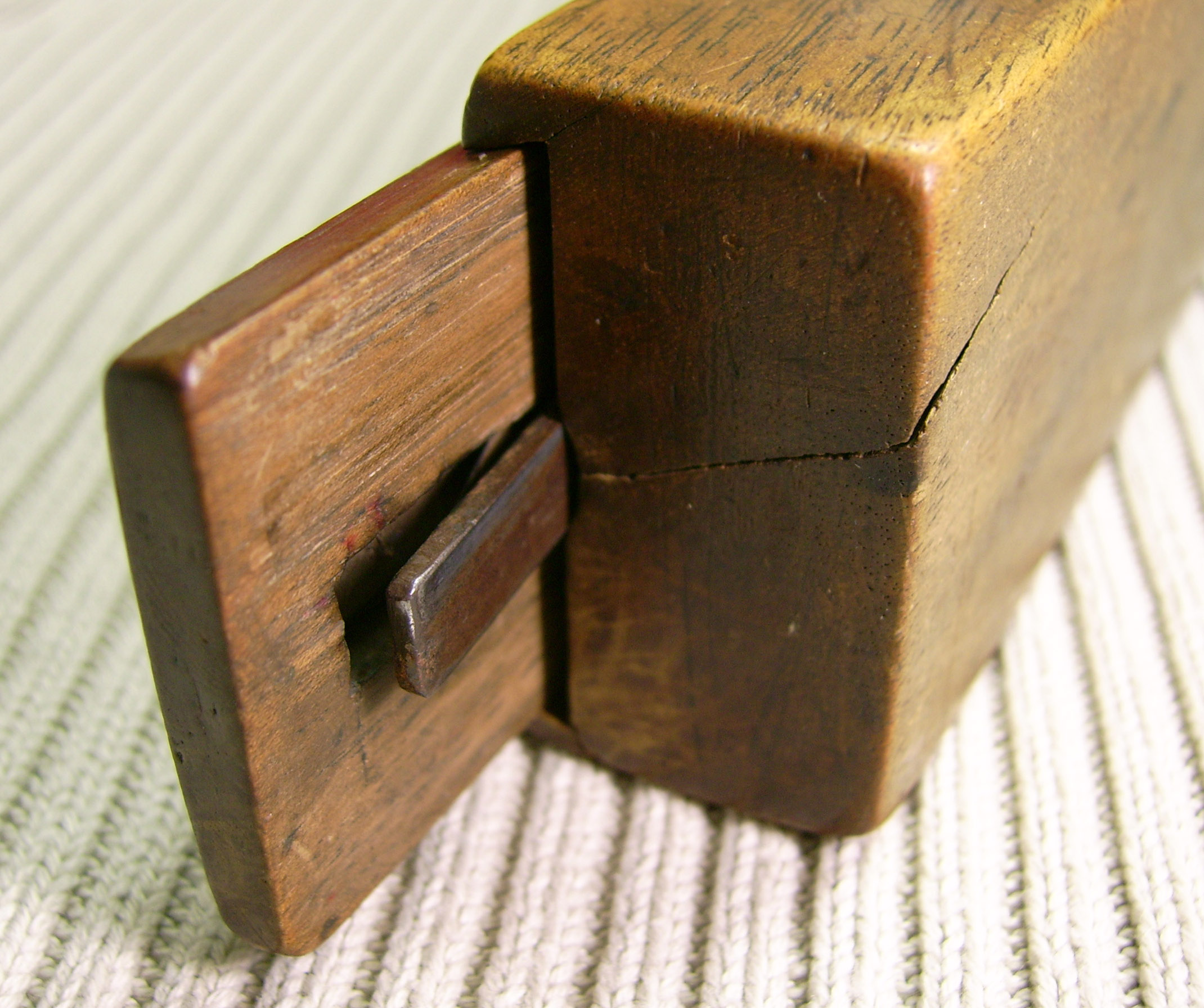
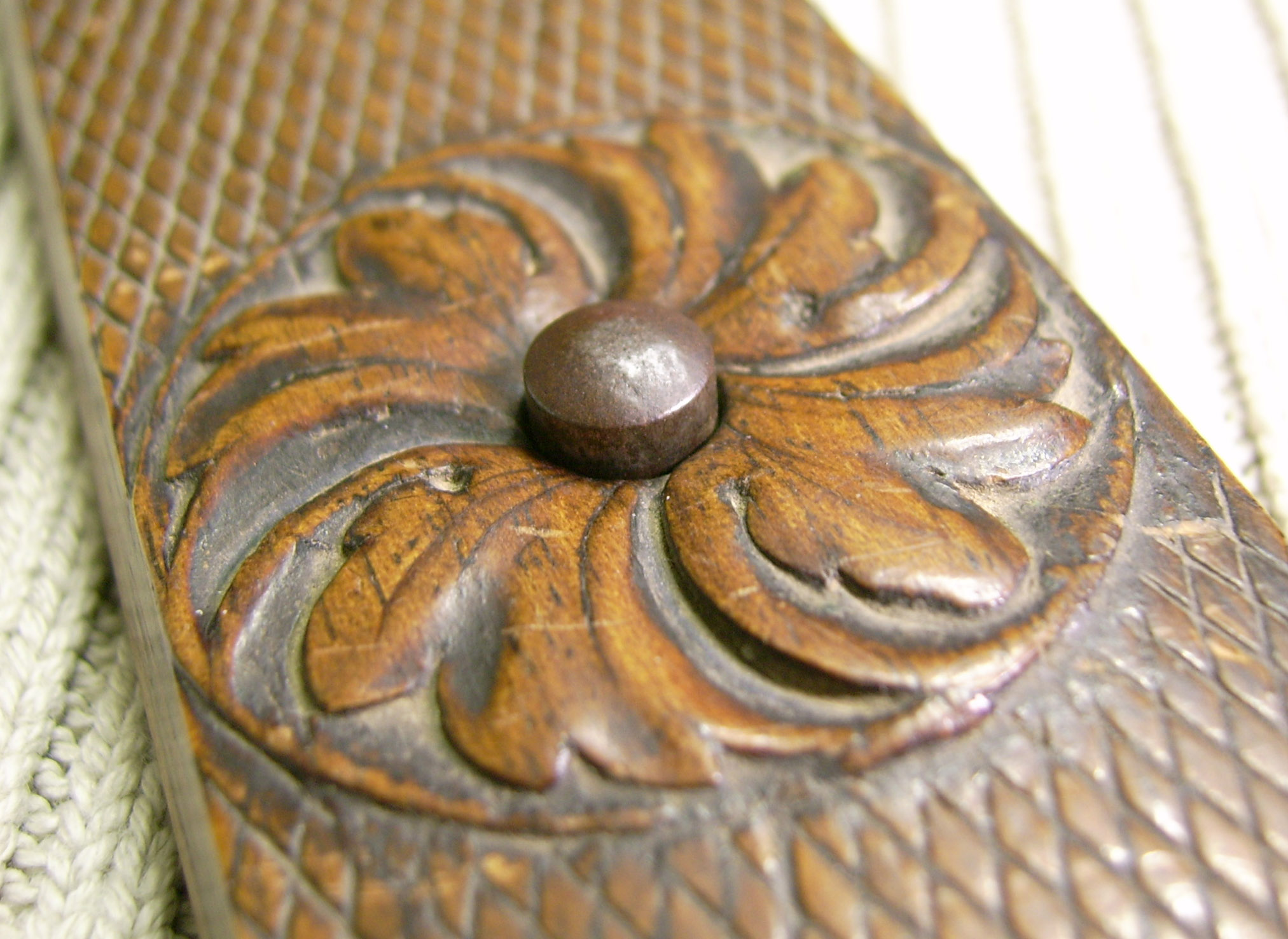
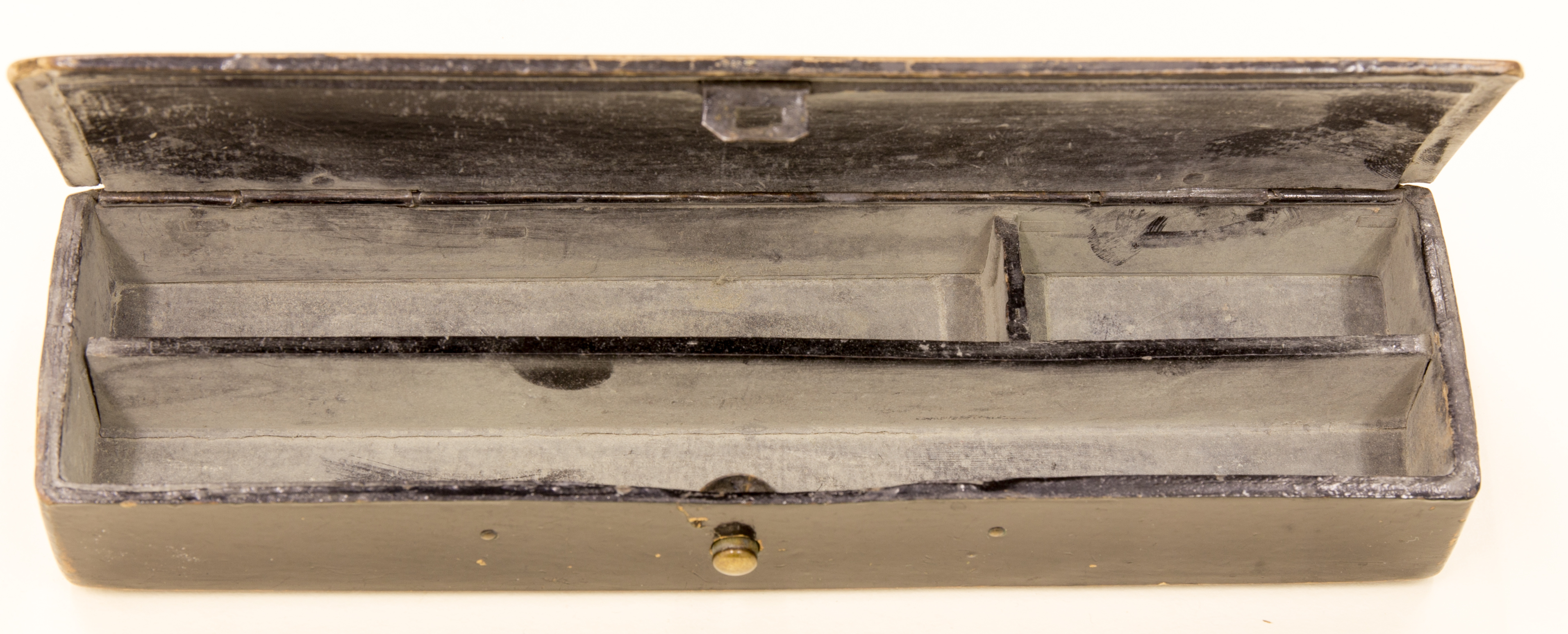
Griffeldose, im Bestand des MEK
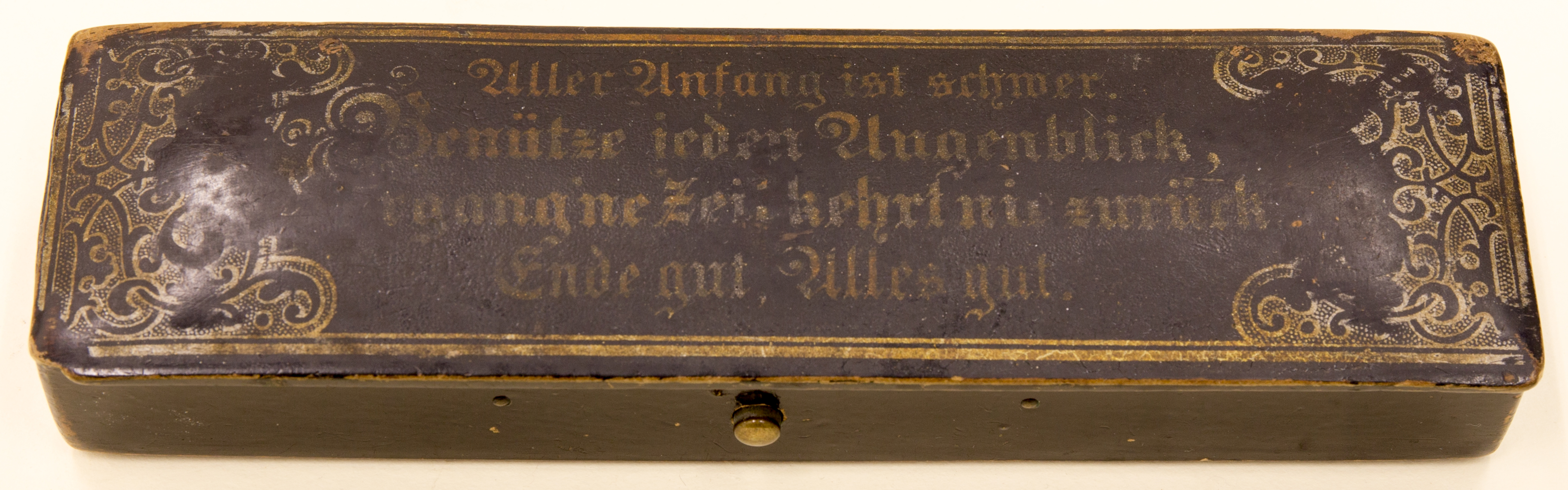
Griffeldose, Holz, mit der Aufschrift: „Aller Anfang ist schwer. Benütze jeden Augenblick, Vergangene Zeit kehrt nie zurück. Ende gut. Alles gut.“